# Anhedonia (album Illusion)
Anhedonia – szósty album studyjny hardrockowego zespołu Illusion. Wydawnictwo ukazało się 9 marca 2018 roku. Płyta zadebiutowała także na 3. miejscu zestawienia listy OLiS.

## Lista utworów
| Nr  | Tytuł utworu        | Długość |
| --- | ------------------- | ------- |
| 1.  | „Kto jest winien?”  | 3:37    |
| 2.  | „Okruchy udręki”    | 3:51    |
| 3.  | „Niby”              | 2:24    |
| 4.  | „Od zawsze donikąd” | 3:30    |
| 5.  | „Śladem krwi”       | 2:43    |
| 6.  | „Tchórz”            | 2:17    |
| 7.  | „Metamorfoza”       | 3:16    |
| 8.  | „Do zobaczenia”     | 2:53    |
| 9.  | „Dalej”             | 2:56    |
| 10. | „Zanurzam się”      | 4:03    |
|     |                     | 31:30   |

W utworze „Śladem krwi” gościnnie zaśpiewał Robert „Litza” Friedrich.

## Twórcy
- Paweł Herbasch – perkusja
- Tomasz Lipnicki – gitara, śpiew
- Jerzy Rutkowski – gitara
- Jarosław Śmigiel – gitara basowa